# Jolene Blalock
Jolene Blalock (San Diego, 5 marzo 1975) è un'attrice ed ex modella statunitense, conosciuta principalmente per il ruolo del subcomandante T'Pol nella serie televisiva Star Trek: Enterprise, che le fa vincere due Saturn Award nel 2002.

## Biografia
Jolene Blalock inizia la propria carriera come modella, apparendo sulla copertina di molte riviste venendo eletta per due volte Girls of Maxim dall'omonima testata. Nel 2001 prende parte alla miniserie televisiva Diamond Hunters, basata sul romanzo omonimo di Wilbur Smith. Nell'aprile del 2002 posa per Playboy e viene intervistata nella sezione 20Q della medesima rivista nel febbraio del 2005.
Nel 2001 entra a far parte di Star Trek: Enterprise, quinta serie live action del franchise di fantascienza Star Trek, in cui impersona per 97 dei 98 episodi la sub-comandante T'Pol, che presta servizio a bordo della nave stellare Enterprise NX-01 capitanata da Jonathan Archer. Il trentesimo compleanno della Blalock, che avviene il 5 marzo 2005, coincide con le riprese della sua ultima scena nel ruolo di T'Pol. Nella primavera di quell'anno, intervistata dal Toronto Star, definisce "deludente" l'episodio conclusivo di Enterprise. In una successiva intervista spiega che il suo malumore era dovuto al fatto che l'episodio conclusivo è più incentrato sui personaggi di Star Trek: The Next Generation che su quelli di Enterprise. Ha espresso inoltre forti critiche nei confronti della serie, in particolar modo durante la terza e quarta stagione, affermando di avvertire una mancanza creativa e distacco tra i produttori della serie e i fan. La serie le fa vincere due Saturn Award nel 2002 e le fa ottenere due candidature nel 2003 e 2004.
Tra il 2003 e il 2004, appare in due episodi di Stargate SG-1, nella parte di Ishta, leader di un gruppo di Jaffa. Nel 2005 è nel cast del film Doppia ipotesi per un delitto dove, per la prima volta nella sua carriera di attrice, compare per alcuni istanti in topless. Nei mesi di marzo e aprile del 2006 la Blalock partecipa al film per la televisione I Dream of Murder, le cui riprese avvengono nelle vicinanze di Calgary.
Nel 2007 è coprotagonista del film horror Shadow Puppets e nel 2008 è nel film di fantascienza Starship Troopers 3 - L'arma segreta, secondo sequel di Starship Troopers - Fanteria dello spazio. Nel 2010 appare in due episodi della serie televisiva La spada della verità, nei panni di Sorella Nicci. Nello stesso anno è coprotagonista del film Bad Cop - Polizia violenta e nel 2011 è protagonista del film One Kine Day, entrambi usciti solo negli Stati Uniti. Nel 2011 è madrina dell'evento The Captains. Nel 2012 recita nel cortometraggio Troubled Teen, vincitore di vari premi, e nel film Killing Frisco, in cui ha una piccola parte. Sempre nel 2012 conduce una serata dedicata alla serie televisiva Second City This Week.

## Vita privata
Il 22 aprile 2003 si è sposata, in Giamaica, con Michael Rapino. I due hanno avuto tre figli, Ryder James (25 maggio 2010), River Thunder (2012) e Rexton (dicembre 2014).
Jolene Blalock è appassionata di cani ed è apparsa sulla copertina della nota rivista cinofila britannica K9 Magazine. Ama inoltre il surf e l'arte.

## Filmografia parziale

### Attrice

#### Cinema
- Queen for a Day, regia di Greg Coolidge - cortometraggio (2000)
- Doppia ipotesi per un delitto (Slow Burn), regia di Wayne Beach (2005)
- Shadow Puppets, regia di Michael Winnick (2007)
- Starship Troopers 3 - L'arma segreta (Starship Troopers 3), regia di Edward Neumeier – direct-to-video (2008)
- Bad Cop - Polizia violenta (Sinners & Saints), regia di William Kaufman (2010)
- One Kine Day, regia di Chuck Mitsui (2011)
- Troubled Teen, regia di Amanda Jane Talbot – cortometraggio (2012)
- Sex Tape - Finiti in rete (Sex Tape), regia di Jake Kasdan (2014)
- Killing Frisco, regia di Andrew Friedberg (2014)

#### Televisione
- L'atelier di Veronica (Veronica's Closet) – serie TV, 1 episodio (1998)
- Love Boat - The Next Wave – serie TV, episodio 2x18 (1999)
- G vs E – serie TV, episodio 2x07 (2000)
- D.C. – serie TV, episodi 1x02-1x03 (2000)
- Giasone e gli Argonauti (Jason and the Argonauts), regia di Nick Willing – miniserie TV, puntate 1-2 (2000)
- CSI - Scena del crimine (CSI: Crime Scene Investigation) – serie TV, episodio 1x03 (2000)
- JAG - Avvocati in divisa (JAG) – serie TV, episodio 6x10 (2001)
- On the Edge, regia di Anne Heche, Mary Stuart Masterson, Helen Mirren e Jana Sue Memel – film TV (2001)
- Diamond Hunters (The Diamond Hunters), regia di Dennis Berry – serie TV, episodi 1x01-1x02 (2001)
- Star Trek: Enterprise – serie TV, 97 episodi (2001-2005) - T'Pol
- Stargate SG-1 – serie TV, episodi 7x10-8x09 (2003-2004)
- I Dream of Murder, regia di Neill Fearnley – film TV (2006)
- CSI: Miami – serie TV, episodio 7x05 (2008)
- Dr. House - Medical Division (House, M.D.) – serie TV, episodio 6x08 (2009)
- La spada della verità (Legend of the Seeker) – serie TV, episodi 2x09-2x10 (2010)
- Un uomo per ogni mese (A Man for Every Month), regia di Ron Oliver – film TV (2017)

### Sceneggiatrice
- Second City This Week – serie TV, episodio 1x14 (2011)

## Riconoscimenti
- Saturn Award
  - 2002 – Premio Cinescape Volto del Futuro del Genere per Enterprise
  - 2002 – Miglior attrice non protagonista in una serie televisiva per Enterprise
  - 2003 – Candidatura come miglior attrice non protagonista in una serie televisiva per Enterprise
  - 2004 – Candidatura come miglior attrice non protagonista in una serie televisiva per Enterprise

## Doppiatrici italiane
Nelle versioni in italiano dei suoi film, Jolene Blalock è stata doppiata da:
- Laura Boccanera in Giasone e gli Argonauti
- Monica Gravina in Star Trek: Enterprise
- Stella Musy in Diamond Hunters